# Frisko
Frisko (Frisko / Unilever) er en dansk konsumis producent i Unilever koncernen.

## Historie
Frisko Flødeis bliver grundlagt i 1946 af fabrikant Carlo Fagerlund. I 1959 sammenlægges Frisko Flødeis med Kildegaard Fløde-is som Frisko Kildegaard, samtidig åbnes en ny isfabrik i Herlev med en kapacitet på 2.200 liter is i timen.
Det multinationale selskab Unilever opkøber Frisko Kildegaard i 1960 og virksomheden omdøbes til Frisko. De følgende år foretages en lang række opkøb af danske konsumis fabrikanter, begyndende med Kaddara Is i 1961 og Kronborg Is i 1962. I 1968 tager Frisko et nyt produktionsanlæg i Skovlunde i brug med en kapacitet på 6.000 liter i timen. 1971 bliver varemærket Sol Is opkøbt af Frisko og sol-logoet inkluderet i navnet (Frisko Sol Is). Året efter, i 1972, bliver isfabrikken i Skovlunde, og Sol Is' fabrikken i Tureby lukket, og produktion samlet på en ny fabrik i Århus. I 1979 opkøbes tillige Trifolium Is (mejeriet Trifolium på Frederiksberg lukkes). Næstved Is bliver inkluderet ved opkøb i 1988.
I 1992 fusionerer virksomhederne Alfa Solo A/S og Lipton Food A/S sammen med Frisko og bliver til Van den Berg foods A/S. I 1997 bliver fabrikken i Århus lukket og hele isproduktionen overgår til søsterselskaber (i udlandet), kapaciteten er nu 75.000 liter is i timen. I 2010 overtages Diplom Is inklusive mærkerne Valhalla, Dream Yoghurtis og Bella Italia.

## Ikoniske Frisko is
- Champagnebrus fra 1950'erne, grøn limonadeis med chokoladetop
- Københavnerstang fra 1960'erne, vanilieis med gult limonadeovertræk
- Filuris fra 1972, gul sodavandsis med rød top
- Kung-Fu is fra 1975, hvid sodavandis med lakridstop og salmiakovertræk. Karateisen fra blev taget af sortimentet i 1998, men vendte tilbage i 1999 efter omfattende protester
- Magnum, fra 1989 blev en dansk is-succes, der sælges over hele verden